# Mißgunstmühle
Koordinaten: 51° 30′ 24″ N, 8° 58′ 39″ O
Die Mißgunstmühle war ein ehemaliger Eisenhammer in der Gemarkung von Wrexen in der nordhessischen Stadt Diemelstadt.

## Geographische Lage
Der Hammer lag auf etwa 210 Meter über Normalhöhennull an der Orpe, westlich von Wrexen.

## Geschichte
Um 1680/81 wurde der Eisenhammer mit zwei Feuern errichtet und bis Mitte des 18. Jahrhunderts als Blankschmiederei betrieben. Ab 1863 wurde an gleicher Stelle die Papier- und Pappenfabrik C.D. Haupt bis 1963 durch zwei, dann nur noch durch eine Turbine betrieben.

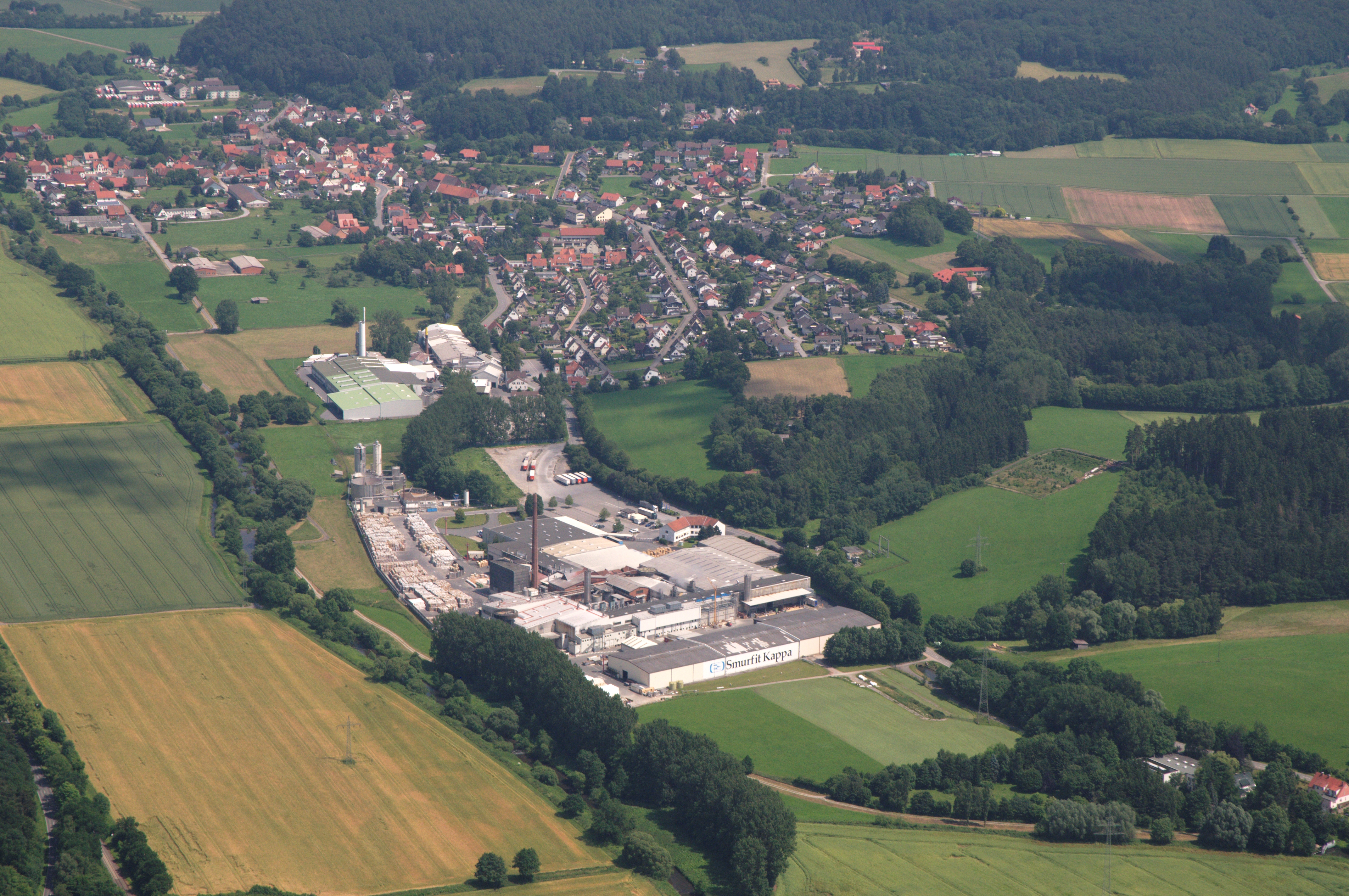
Blick auf Wrexen und die Papier- und Pappenfabrik Smurfit Kappa

1990 wurde die C.D. Haupt Papier- und Pappenfabrik von dem irischen Konzern „Jefferson Smurfit“ übernommen, der im Jahre 2005 mit „Kappa Packaging“ zur „Smurfit Kappa Group“ fusionierte und das Werk noch heute betreibt. „Smurfit Kappa Wrexen Paper & Board“ produziert am Standort Wrexen mit rund 300 Mitarbeitern auf zwei Papiermaschinen ca. 240.000 Tonnen Papier und 80.000 Tonnen grafische Pappe pro Jahr.